# Фантоцци уходит на пенсию
«Фантоцци уходит на пенсию» (итал. Fantozzi va a la pensione) — кинофильм, шестая часть декалогии.

## Сюжет
Фантоцци, проработав бухгалтером почти 30 лет, наконец уходит на пенсию. Но зря он думал, что его заботы на этом закончатся, всё только начинается. Не выдержав безделья, он хочет вернуться на работу, но его оттуда выгоняют. Заводит щенка, который вырастает в громадину. Весь фильм Фантоцци пытается найти себе хобби.

## В ролях
| Актёр           | Роль                                             |
| --------------- | ------------------------------------------------ |
| Паоло Виладжио  | Уго Фантоцци                                     |
| Милена Вукотич  | Пина, жена Фантоцци                              |
| Анна Маццамауро | синьорина Сильвани                               |
| Джиджи Редер    | Филлини                                          |
| Плинио Фернандо | Марианджела, дочь Фантоцци/внучка Фантоцци Угина |
| Пол Мюллер      | Франческо Мариа Барамбани, Мегадиректор          |